# KVV Crossing Elewijt
Maillots
Dernière mise à jour : 7 août 2018.
Le Koninklijke Crossing Voetbalvereniging Elewijt est un club de football belge basé dans le petit village d'Elewijt dans la commune de Zemst, dans le Brabant flamand au nord de Bruxelles. Ses couleurs sont le vert et le blanc.
Ce club, qui était aux origines le R. CS de Schaerbeek, porte le matricule 55. Ce cercle a passé 55 saisons dans les différentes séries nationales, où il est apparu pour la première fois en 1922. Il a évolué pendant 4 saisons en Division 1.
Même si de nos jours le K. CVV Elewijt, évolue assez bas dans la pyramide du football belge, il possède une Histoire riche. Il a évolué durant 40 saisons consécutives dans les séries nationales, dont 4 en Division 1.
Outre son nom de « Crossing », le club est célèbre pour ses maillots blancs rayés horizontalement de vert, qui sont encore portés de nos jours. Il évolue en troisième provinciale lors de la saison 2017-2018.

## Repères historiques
- 1912 - fondation de CERCLE SPORTIF DE SCHAERBEEK.
- 1922 -CERCLE SPORTIF DE SCHAERBEEK atteint les séries nationales pour la première fois. Cette première expérience dure deux saisons.
- 1926 - 21/12/1926, CERCLE SPORTIF DE SCHAERBEEK se voit attribuer le matricule 55.
- 1936 - 25/05/1936, fondation de SPORTKRING ELEWIJT qui s'affilie à l'URBSFA et se voit attribuer le matricule 2415.
- 1936 - 29/08/1936, fondation de FOOTBALL CLUB ELEWIJT qui s'affilie à l'URBSFA et se voit attribuer le matricule 2416.
- 1937 - Reconnu « Société Royale », CERCLE SPORTIF DE SCHAERBEEK (55) change son nom en ROYAL CERCLE SPORTIF DE SCHAERBEEK (55).
- 1969 - 30/06/1969, ROYAL CERCLE SPORTIF DE SCHAERBEEK (55) fusionne avec ROYAL CROSSING CLUB de MOLENBEEK (451) pour former le ROYAL CROSSING CLUB de SCHAERBEEK (55).

- 1971 - SPORT KRING ELEWIJT (2415) fusionne avec FOOTBALL CLUB ELEWIJT (2416) pour former VOETBAL VERENINGING ELEWIJT (2415).
- 1983 - ROYAL CROSSING CLUB de SCHAERBEEK (55) déménage à Elewijt et pre,nd le nom de ROYAL CROSSING ELEWIJT (55).
- 1991 - ROYAL CROSSING ELEWIJT (55) fusionne avec VOETBAL VERENIGING ELEWIJT (2415) pour former KONINKLIJKE VOETBAL VERENIGING CROSSING ELEWIJT (55).
- 2004 - KONINKLIJKE VOETBAL VERENIGING CROSSING ELEWIJT (55) change son nom en KONINKLIJKE CROSSING VOETBAL VERENIGING ELEWIJT (55).

## Club «voyageur»
Lorsque l'on pense qu'en Anglais, le terme « Crossing » peut signifier « croisement » ou « traversée », on est en droit de penser que parmi les dirigeants de ce désormais vieux cercle, ils ont été plutôt bien inspirés. Le club a effet pas mal bourlingué et connut quatre localités différentes: Ganshoren, Molenbeek (avec le matricule 451) puis Schaerbeek (après la fusion avec le matricule 55), toutes les trois dans l'agglomération bruxelloise et enfin Elewijt, une petite bourgade du Brabant flamand, à quelques kilomètres au Nord de la capitale belge.

## Histoire
Le Club Sportif de Schaerbeek est fondé le 29 mai 1912. Durant la Première Guerre mondiale, comme beaucoup d'autres cercles, il arrête une grande part de ses activités. Le club est reconstitué à la fin du conflit. Cet éventuel arrêt peut expliquer pourquoi il ne reçoit "que" le matricule 55.
Dix ans après sa création, il rejoint la Promotion, alors second niveau national. Il y reste deux saisons avant d'être relégué vers les séries régionales. En 1926, la Fédération belge crée un troisième niveau national, qui hérite du nom de Promotion. Pour l'occasion, 28 clubs sont promus depuis les séries régionales en tant que « club fondateurs ». Le R. CS de Schaerbeek en fait partie, et après quatre saisons, il remporte le titre dans sa série, lui permettant de remonter au deuxième niveau national, rebaptisé Division 1.
Le club joue dix saisons en Division 1 (D2), puis est relégué vers la Promotion (D3) en 1939. Le déclenchement de la Seconde Guerre mondiale jette un trouble logiquement compréhensible dans le déroulement des compétitions. Les saisons 1939-1940 et 1940-1941 ne sont pas comptabilisées officiellement. La première est interrompues et la seconde ne donne lieu qu'à des rencontres au niveau régional.
Les championnats ne reprennent qu'en 1941, et certaines séries sont chamboulées. Le R. CS Schaerbeek est directement concerné. La Royale Union Hutoise, qui évolue en championnat de Division 1 1941-1942, ne peut aligner une équipe à ce niveau. Elle y est remplacée numériquement par un club descendant en 1939. L'heureux élu est le R. CS Schaerbeek, qui retrouve ainsi le deuxième niveau national.
En 1947, le club est relégué en Promotion (à l'époque D3), et ne reviendra plus jamais dans l'antichambre de l'élite. Le R. CS de Schaerbeek passe treize saisons au troisième niveau, terminant généralement dans le milieu de classement. Mais à la fin de la saison 1959-1960, le club termine dernier et est relégué en Promotion, devenu entre-temps le quatrième niveau national. Le club doit attendre 1964 avant de remporter le titre dans sa série et revenir en Division 3. Après deux saisons, le club est de nouveau relégué en Promotion, où il se maintient deux saisons avant d'être renvoyé en provinciales, en 1968, après 41 saisons consécutives dans les séries nationales.

### De la «P1» à la «D1»!
Renvoyé en P1 (5e niveau), le « matricule 55 » passe douze mois plus tard... en D1 !
Au terme de la saison 1968-1969, le Crossing de Molenbeek (matricule 451), est promu en première division. Considérant qu'il ne dispose pas d'un stade permettant d'accueillir des matches de ce niveau, le club se rapproche du R. CS de Schaerbeek. Les négociations débouchent sur une « fusion » le 30 juin 1969. Le club formé porte le nom de R. Crossing Club de Schaerbeek, conserve le matricule 55 et joue ses matches à domicile au Parc Josaphat. Le matricule 451 de Schaerbeek est radié des listes de la Fédération belge.
Un autre changement notable intervient. Le club délaissa ses couleurs "Bleu et Blanc" pour adopter le "Vert et Blanc" .
Avec, entre autres, des joueurs comme le jeune Georges Leekens, le fantasque mais talentueux Roger Claessen, ou l'expérimenté Josef Masopust, le « Crossing », et ses désormais légendaires maillots blancs rayés horizontalement de vert, connaît quatre saisons en demi-teinte. 13e, 12e puis à nouveau 13e, le club termine 16e et dernier en 1973. C'est évidemment synonyme de retour en « D2 ». Relégué en compagnie de l'Union St-Gilloise, le « matricule 55 » loupe le bon wagon, car l'année suivante est créée (« enfin créée » diront les mauvaises langues) la Ligue professionnelle du football belge.
Le club ne résiste que deux saisons dans l'antichambre puis fait la culbute en Division 3. Le « Crossing de Schaerbeek » fait encore illusion. 3e puis 4e, il régresse à la 10e place. En 1979, le cercle vit sa  dernière « grande saison » quand il termine 3e. La saison suivante, en 1979-1980, le « matricule 55 » retomber en Promotion, d'où avait commencer la grande aventure 21 ans plus tôt. C'est clairement le début de la fin. Après deux saisons insipides, le cercle sombre complètement. En 1982-1983, le « Crossing » termine sa dernière saison en séries nationales avec 1 victoires et 2 partages. Soit 4 malheureux points, et évidemment la dernière place d'une série remportée par...la Royale Union, laquelle avait aussi fortement régressé au fil des saisons.
À la fin de cette saison 82-83, avec la relégation en séries provinciales, le « Crossing de Schaerbeek » disparaît, mais le matricule 55 poursuit son existence. Le club connait un nouveau déménagement, cette fois vers la commune d'Elewijt principalement connue pour héberger le siège belge du Groupe Eternit, une société spécialisée dans les produits homonymes. Le « matricule 55 » prend alors le nom de Royal Crossing Elewijt.
En 1991, le club fusionne avec un autre club local, le VV Elewijt (matricule 2415) et prend le nom de Koninklijke VV Crossing Elewijt. Quelques années plus tard, l'appellation est adaptée en K. Crossing VV Elewijt.
Le matricule 55 n'a plus quitté les séries provinciales brabançonnes. En 2013-2014, il évolue en « P3 », soit au 7e niveau de la hiérarchie.

### Club homonyme
À la fin de la saison 2011-2012, deux clubs de P1 Brabant (5e niveau) ont décidé de fusionner. Il s'agit de la R. USA Schaerbeek (familièrement « RUSAS ») (matricule 4070) et le R. FC Evere (matricule 410) qui ont adopté l'appellation Royal Crossing Albert Schaerbeek-Evere, sous le matricule 4070. Le club nouvellement formé quitte le « stade Chazal », où évoluait la RUSAS, pour s'installer au stade du Crossing, fraîchement rénové. L'ambition du matricule 4070 est d'atteindre les séries nationales.
Il est bon d'insister sur le fait qu'il s'agit bien d'un « autre » Crossing, puisque l'historique matricule 55 est toujours en activité à Elewijt.

## Résultats dans les divisions nationales
Statistiques mises à jour le 21 juin 2013

### Palmarès
- 1 fois champion de Division 3 en 1930.
- 1 fois champion de Promotion en 1964.

### Bilan
| Niv | Divisions     | Jouées | Titres | TM Up | TM Down |
| --- | ------------- | ------ | ------ | ----- | ------- |
| I   | 1re nationale | 4      | 0      |       |         |
| II  | 2e nationale  | 18     | 0      |       |         |
| III | 3e nationale  | 24     | 1      |       |         |
| IV  | 4e nationale  | 9      | 1      |       |         |
| V   | 5e nationale  | 0      | 0      |       |         |
|     |               |        |        |       |         |
|     | TOTAUX        | 55     | 2      | 0     | 0       |

- TM Up : test-match pour départager des égalités, ou toutes formes de Barrages ou de Tour final pour une montée éventuelle.
- TM Down : test-match pour départager des égalités, ou toutes formes de Barrages ou de Tour final pour le maintien.

### Classements
| Ordre               | Saison | Nom du club | Niveau | Classement final | Remarques |
| ------------------- | --- | --- | --- | --- | --- |
| 1                   | 1922-23 | CS Schaerbeek | Promotion (D2) | 12e/14 | |
| 2                   | 1923-24 | CS Schaerbeek | Promotion (D2) série A | 11e/14 | Relégué! |
| séries régionales   | | | | | |
| 3                   | 1926-27 | CS Schaerbeek | Promotion (D3) série C | 5e/14 | |
| 4                   | 1927-28 | CS Schaerbeek | Promotion (D3) série B | 4e/14 | |
| 5                   | 1928-29 | CS Schaerbeek | Promotion (D3) série B | 5e/14 | |
| 6                   | 1929-30 | CS Schaerbeek | Promotion (D3) série A | 1er/14 | Champion et promu! |
| 7                   | 1930-31 | CS Schaerbeek | Division 1 (D2) | 8e/14 | |
| 8                   | 1931-32 | CS Schaerbeek | Division 1 (D2) série B | 4e/14 | |
| 9                   | 1932-33 | CS Schaerbeek | Division 1 (D2) série A | 10e/14 | |
| 10                  | 1933-34 | CS Schaerbeek | Division 1 (D2) série A | 7e/14 | |
| 11                  | 1934-35 | CS Schaerbeek | Division 1 (D2) série B | 8e/14 | |
| 12                  | 1935-36 | CS Schaerbeek | Division 1 (D2) série B | 12e/14 | |
| 13                  | 1936-37 | CS Schaerbeek | Division 1 (D2) série A | 9e/14 | |
| 14                  | 1937-38 | R. CS Schaerbeek | Division 1 (D2) série B | 11e/14 | |
| 15                  | 1938-39 | R. CS Schaerbeek | Division 1 (D2) série B | 13e/14 | Relégué! |
|                     | 1939-41 | Compétitions interrompues | Compétitions interrompues | Compétitions interrompues | Compétitions interrompues |
| 16                  | 1941-42 | R. CS Schaerbeek | Division 1 (D2) série B | 10e/14 | [ saisons 1 ] |
| 17                  | 1942-43 | R. CS Schaerbeek | Division 1 (D2) série A | 12e/14 | |
| 18                  | 1943-44 | R. CS Schaerbeek | Division 1 (D2) série A | 4e/14 | |
|                     | 1944-45 | Compétitions interrompues | Compétitions interrompues | Compétitions interrompues | Compétitions interrompues |
| 19                  | 1945-46 | R. CS Schaerbeek | Division 1 (D2) série A | 11e/17 | |
| 20                  | 1946-47 | R. CS Schaerbeek | Division 1 (D2) série A | 15e/17 | Relégué! |
| 21                  | 1947-48 | R. CS Schaerbeek | Promotion (D3) série B | 3e/16 | |
| 22                  | 1948-49 | R. CS Schaerbeek | Promotion (D3) série A | 4e/16 | |
| 23                  | 1949-50 | R. CS Schaerbeek | Promotion (D3) série C | 4e/16 | |
| 24                  | 1950-51 | R. CS Schaerbeek | Promotion (D3) série A | 3e/16 | |
| 25                  | 1951-52 | R. CS Schaerbeek | Promotion (D3) série B | 2e/16 | |
| 26                  | 1952-53 | R. CS Schaerbeek | Division 3 série B | 10e/16 | |
| 27                  | 1953-54 | R. CS Schaerbeek | Division 3 série B | 7e/16 | |
| 28                  | 1954-55 | R. CS Schaerbeek | Division 3 série B | 8e/16 | |
| 29                  | 1955-56 | R. CS Schaerbeek | Division 3 série B | 14e/16 | |
| 30                  | 1956-57 | R. CS Schaerbeek | Division 3 série B | 4e/16 | |
| 31                  | 1957-58 | R. CS Schaerbeek | Division 3 série B | 12e/16 | |
| 32                  | 1958-59 | R. CS Schaerbeek | Division 3 série B | 10e/16 | |
| 33                  | 1959-60 | R. CS Schaerbeek | Division 3 série A | 16e/16 | Relégué! |
| 34                  | 1960-61 | R. CS Schaerbeek | Promotion série A | 6e/16 | |
| 35                  | 1961-62 | R. CS Schaerbeek | Promotion série D | 13e/16 | |
| 36                  | 1962-63 | R. CS Schaerbeek | Promotion série B | 13e/16 | |
| 37                  | 1963-64 | R. CS Schaerbeek | Promotion série B | 1er/16 | Champion et promu! |
| 38                  | 1964-65 | R. CS Schaerbeek | Division 3 série B | 10e/16 | |
| 39                  | 1965-66 | R. CS Schaerbeek | Division 3 série B | 15e/16 | Relégué! |
| 40                  | 1966-67 | R. CS Schaerbeek | Promotion série A | 13e/16 | |
| 41                  | 1967-68 | R. CS Schaerbeek | Promotion série C | 15e/16 | Relégué! |
| X                   | Fusion avec le R. Crossing Club de Molenbeek (matricule 451), promu en Division 1, le club conserve le matricule 55 et accède à l'élite | Fusion avec le R. Crossing Club de Molenbeek (matricule 451), promu en Division 1, le club conserve le matricule 55 et accède à l'élite | Fusion avec le R. Crossing Club de Molenbeek (matricule 451), promu en Division 1, le club conserve le matricule 55 et accède à l'élite | Fusion avec le R. Crossing Club de Molenbeek (matricule 451), promu en Division 1, le club conserve le matricule 55 et accède à l'élite | Fusion avec le R. Crossing Club de Molenbeek (matricule 451), promu en Division 1, le club conserve le matricule 55 et accède à l'élite |
| 42                  | 1969-70 | R. CC de Schaerbeek | Division 1 | 13e/16 | |
| 43                  | 1970-71 | R. CC de Schaerbeek | Division 1 | 12e/16 | |
| 44                  | 1971-72 | R. CC de Schaerbeek | Division 1 | 14e/16 | |
| 45                  | 1972-73 | R. CC de Schaerbeek | Division 1 | 16e/16 | Relégué! |
| 46                  | 1973-74 | R. CC Schaerbeek | Division 2 | 12e/16 | |
| 47                  | 1974-75 | R. CC Schaerbeek | Division 2 | 16e/16 | Relégué! |
| 48                  | 1975-76 | R. CC Schaerbeek | Division 3 série A | 3e/16 | |
| 49                  | 1976-77 | R. CC Schaerbeek | Division 3 série A | 4e/16 | |
| 50                  | 1977-78 | R. CC Schaerbeek | Division 3 série B | 10e/16 | |
| 51                  | 1978-79 | R. CC Schaerbeek | Division 3 série A | 3e/16 | |
| 52                  | 1979-80 | R. CC Schaerbeek | Division 3 série B | 16e/16 | Relégué! |
| 53                  | 1980-81 | R. CC Schaerbeek | Promotion série B | 5e/16 | |
| 54                  | 1981-82 | R. CC Schaerbeek | Promotion série B | 9e/16 | |
| 55                  | 1982-83 | R. CC Schaerbeek | Promotion série B | 16e/16 | Relégué! |
| séries provinciales | | | | | |

## Anciens joueurs
- Roger Claessen
- Rik Coppens
- Emilio Ferrera
- Manu Ferrera
- Georges Leekens
- Guido Mallants
- Josef Masopust
- Jos Smolders
- Enrico Bove

## Anciens logos

ancien logo du R. Crossing Schaerbeek